# Lorenz Brandl
Lorenz Brandl (* 8. August 1882 in Steineck; † 18. Juli 1955 in Trostberg) war Bürgermeister der Gemeinde Stein an der Traun und aktiver Gründer der Gemeinde Traunreut.

## Leben
Brandl Schneidervater von Steineck war das jüngste von fünf Kindern der Bauersleute Helene (geb. Wichtlhuber) und Johann Brandl. Aus erster Ehe seines Vaters hatte er noch zwei Geschwister. Mit 22 Jahren übernahm er den Hof „Schneider“ seines Vaters Johann und heiratete am 28. Oktober 1907 die Bauerstochter Therese Dieplinger, mit der er sieben Kinder hatte, von denen zwei im frühen Kindesalter starben. 1912 wurde er in den Gemeindeausschuss in Stein an der Traun gewählt. Nach seiner Rückkehr aus dem Ersten Weltkrieg im Jahr 1918 wurde er wieder Mitglied des Gemeinderats und war bis 1927 Gemeindekassierer. Vor und während der Kriegsjahre zwischen 1933 und 1945 war er erstmals Bürgermeister der Gemeinde Stein an der Traun. Im Zweiten Weltkrieg verlor er zwei seiner vier Söhne, Johann und Georg. Sein Sohn Johann wurde seit 1944 vermisst und Jahre später schließlich für tot erklärt. Seinem ältesten Sohn Lorenz übergab er nach dem Krieg seinen Hof in Steineck, der bis heute in Familienbesitz ist. 1948 wurde Lorenz Brandl mit 70 Jahren abermals mit 894 von 927 Stimmen zum 1. Bürgermeister der Gemeinde Stein an der Traun gewählt. Im selben Jahr starb seine Frau Therese. 
Am 18. Juli 1955 starb Lorenz Brandl, noch immer im Amt des Bürgermeisters, im Krankenhaus Trostberg.

## Gründung der Gemeinde Traunreut
Lorenz Brandl war eine der bedeutendsten Figuren hinsichtlich der Gründung der Gemeinde Traunreut im Jahr 1950. Heute erinnert nur noch wenig an den beliebten Steiner Bürgermeister, in Büchern wird er nur in wenigen Sätzen erwähnt. Einzig die Lorenz-Brandl-Straße in Traunreut zeugt noch von dem Mann, der sich für eine Gemeindegründung einsetzte. Umgesetzt hat er dieses Vorhaben gemeinsam mit seinem Sekretär Georg Pöschl. Sie wollten, dass die damalige Munitionsanstalt (Muna/Heeres-Munitionsanstalt St. Georgen), die im Jahre 1938 von der Wehrmacht im St.-Georgs-Forst errichtet wurde, zu einer richtigen Gemeinde wird, denn hier begannen bereits 1948 die Entgiftungsarbeiten, wobei sich Menschen und Gewerbe ansiedelten. Das Landratsamt lehnte das Vorhaben einer Gemeindegründung ab, jedoch ließ Brandl von dem Vorhaben nicht ab und fuhr zur Regierung nach München, um die Idee dort vorzutragen, und dort stimmten sie ihm zu. 
Nach der Zustimmung der Regierung und der Aufforderung an das Landratsamt, sich dem Vorhaben anzuschließen, kam Bewegung in die Sache. Der Sekretär Georg Pöschl wurde viel beschäftigt, denn das Landratsamt wollte genaue Tabellen und Angaben über die Einwohner der künftigen Gemeinde haben. Nach zwei Jahren Arbeit fehlte nur noch ein Name. Es wurde eine Gemeindeversammlung einberufen, bei der verschiedene Vorschläge zum Namen der neuen Gemeinde entgegengenommen wurden, z. B. Georgenstadt, Neu-St. Georgen, Flüchtlingsstadt, Flüchtlingsgemeinde, man einigte sich auf Traunreut, dieses leitet sich von der Traun und vom Roden ab. Der Wunsch wurde an die Regierung weitergeleitet; diese wollte, dass Traunreuth mit einem „h“ am Ende geschrieben wird, aber das lehnten die Gründerväter ab. Am 1. Oktober 1950 wurde schließlich die Gemeinde Traunreut gegründet. Lorenz Brandl fungierte zunächst neben seiner Tätigkeit als Gemeindeoberhaupt in Stein auch als kommissarischer Bürgermeister in Traunreut. Am 7. Januar 1951 löste Karl Löppen Lorenz Brandl als Bürgermeister ab.

## Errungenschaften
Dass Traunreut und auch Stein/St. Georgen Lorenz Brandl viel zu verdanken haben, ist in wenigen alten Dokumenten und Zeitungsausschnitten nachzulesen. So berichtet das Trostberger Tagblatt im August 1952: „Während der Amtsperiode 1948–1952 erwarb er sich besondere Verdienste durch den Ausbau eines 4. Klassenzimmers in der hiesigen Volksschule (1948) und um die Anschaffung neuer Kirchenglocken in der Pfarrkirche zu St. Georgen und für die Filialkirche in Irsing im Jahre 1950. Dank seiner Initiative wurde die behelfsmäßige Volksschule in der ehm. Muna St. Georgen im Gebäude N 18 ausgebaut. Seinen Bemühungen ist es zu verdanken, daß die ehemalige Muna zur selbständigen Gemeinde Traunreut erhoben wurde […]“ 